# Rosie Mae Moore
Rosie Mae Moore war eine US-amerikanische Blues-Sängerin, über deren Leben sehr wenig bekannt ist. Sie stammte aus Jackson (Mississippi).
In den späten 1920er Jahren machte Rosie Mae Moore einige Aufnahmen, darunter Staggering Blues und Stranger Blues. Sie trat in Medicine Shows auf, bevor sie sich mit dem Gitarristen Charlie McCoy zusammentat. McCoy und Ishman Bracey begleiteten sie bei ihren Aufnahmen.